# Madame Chrysanthème (opéra)
Personnages
Airs
- Le jour sous le soleil béni (acte 3, scène 8)
- Je reverrai dans la lande bretonne (acte 4, scène 5)

Madame Chrysanthème est un opéra français créé à Paris en 1893, et considéré comme un Opéra-comique. 
La musique est d'André Messager et le livret de Georges Hartmann et Alexandre André, d'après le roman semi-autobiographique Madame Chrysanthème (1887) de Pierre Loti. Il est construit en quatre actes avec un prologue et un épilogue et il prend place à Nagasaki « de nos jours ».

## Contexte
Avant Madame Chrysanthème, André Messager avait réalisé plusieurs ballets et un succès à l'Opéra-Comique en 1890 avec La Basoche. Il est élu à l'Académie Française en 1891.
La scène 7 de l'acte 3 est organisée autour d'un ballet, mis en scène par Berthe Bernay.

## Représentations
Madame Chrysanthème est jouée la première fois au Théâtre de la Renaissance à Paris le 30 janvier 1893 avec Jane Guy et Louis Delaquerrière dans les rôles principaux ; il y a eu 16 représentations dans ce théâtre la première année.

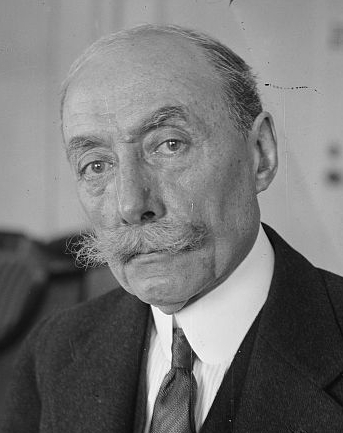
André Messager vers 1910.

Deux représentations sont données à Monte-Carlo le 21 décembre 1901 et le 3 janvier 1902 avec Mary Garden et Edmond Clément dans les rôles principaux. L'opéra est également joué au Théâtre Royal de la Monnaie à Bruxelles le 
9 novembre 1906, à Montréal en 1912 et Chicago et New York en 1920.

## Thème
Bien qu'utilisant les mêmes sources littéraires que Madame Butterfly de Puccini, Madame Chrysanthème contraste fortement avec le monde intérieur de l'opéra de Puccini. L'alternance d'actes dans les espaces publics et privés dans le travail de Messager permet de saisir d'autres aspects du Japon, rappelant l'existence d'un monde inaccessible aux européens : il existe notamment une grande différence entre l'incapacité de Pierre à comprendre et maîtriser Chrysanthème dans l'œuvre de Messager et la domination de Pinkerton sur Butterfly dans celle de Puccini.
Un des points culminants de l'opéra est l'air de soprano Le jour sous le soleil béni (Valse des Cigales) à la scène 8 de l'acte 3 (enregistré par des sopranos tels Sabine Devieilhe, Sumi Jo, Sonya Yoncheva et Mady Mesplé).

## Numéros musicaux[4]

### Prologue
L'action se passe "la nuit sur une mer calme".
- 1 : Quand les bretons
- 2 : Frères ? Yves ?
- 3 : Au milieu d'un petit jardin sombre

### Acte 1
- 1 : Les matelots ! Les matelots !
- 2 : Les Guéchas ! Les Guéchas !
- 3 : Que chantiez-vous ?... Quand on veut devenir Guécha
- 4 : Frère ! là-bas, regardez donc ! ... Suis très flatté, Missieu

### Acte 2
- 1 : Je vous estime et vous implore
- 2 : Dialogue (Madame Prune, Yves, Kangourou)
- 3 : Du papier de riz de qualité fine
- 4 (air) : Oui ! c'est bien lui, c'est bien le pays
- 5 (Duo des Fleurs) : Ces fleurs ici !... Là ce dahlia fauve (Chrysanthème, Pierre)
- 6 : Eh ! Madame la mariée !

### Acte 3
- 1 : Namou ! Amidah ! ... Entrez, entrez, Missieurs, Mesdames !
- 2 : Ah ! la course folle à travers les rues !
- 3 : Pourquoi rêver ainsi, petite sœur ?... Ah ! la vie au grand air !
- 4 : Qui veut des louanges aux dieux du Japon ? ... (air) Colombe !
- 5 : Dialogue (Pierre, Kangourou)
- 6 : Dialogue (Oyouki, Pierre)
- 7 : L'air est pur, la foule lentement s'écoule !
- 8 (air) : Le jour sous le soleil béni (valse des cigales)
- 9 : Non ! je ne me suis pas trompé !
- 10 : Ah ! Missieurs ! la colère ! mauvaise conseillère !
- 11 : Namou ! Amidah ! Boutsou !

### Acte 4
- 1 : Les harpes d'or qui chantent dans la nuit
- 2 : Comme je suis ému ! c'est étrange !
- 3 : Vous ne m'en voulez plus ?
- 4 : Lieutenant ! Lieutenant !
- 5 (air) : Je reverrai dans la lande bretonne
- 6 (air) : Ah ! Sainte Kami ! Vous partez tous deux !
- 7 : L'air est pur, la foule lentement s'écoule !

### Epilogue
- 1 : Quand les bretons
- 2 : Frères ? Yves ?
- 3 : Tu n'as pas cru à mon amour

## Rôles
| Rôle                                             | Type de voix  | Première 30 janvier 1893 (Dirigée par André Messager) |
| ------------------------------------------------ | ------------- | ----------------------------------------------------- |
| Pierre                                           | ténor         | Louis Delaquerrière                                   |
| Monsieur Kangourou                               | ténor         | Charles Lamy                                          |
| Yves                                             | baryton       | Jacquin                                               |
| Monsieur Sucre                                   | basse         | Declercq                                              |
| Un gabier                                        | -             | Gesta                                                 |
| Premier Officier René                            | basse         | Chassaing                                             |
| Deuxième Officier Charles                        | basse         | Halary                                                |
| Madame Chrysanthème                              | soprano       | Jane Guy                                              |
| Madame Prune                                     | contralto     | Caisso                                                |
| Oyouki                                           | soprano       | Nettie Lynds                                          |
| Madame Fraise                                    | mezzo-soprano | Micot                                                 |
| Madame Jonquille                                 | soprano       | Alberty                                               |
| Madame Campanulle                                | soprano       | Dica                                                  |
| Chœurs : Officiers, marins, européens, japonais. |               |                                                       |

## Représentations
- 2016 : Version concertante avec Annick Massis, Virginy Fenu, Sandrine Eyglier, Lucie Roche, Jean-Pierre Furlan, Xin Wang, Yann Toussaint, Rodolphe Briand, Victorien Vanoosten (Opéra de Marseille)[3].